# Emery d'Amboise
Émery o Aimery d'Amboise (1434 – Rodi, 13 novembre 1512) è stato Gran Maestro dell'Ordine di Malta dal 1503 fino alla sua morte.

## Biografia
Era figlio di Pietro d'Amboise e di Anna di Beuil, e quindi fratello del cardinale Georges I d'Amboise, primo ministro del re Luigi XII di Francia.
Venne nominato Gran Maestro dell'Ordine nel 1503, e nel 1510 riportò una grande vittoria navale sul sultano d'Egitto, nel tratto costiero adriatico nei pressi del Montenegro.